# Жвирка
Жви́рка — селище Шептицького району Львівської області України.

## Географія
Розташоване на лівому березі Західного Бугу. Межує із Сокалем.

## Клімат
У селищі вологий континентальний клімат, з м'якою зимою та теплим літом. Середньорічна температура становить +7.7 °C.
Найпрохолодніший місяць січень, зі середньою температурою -4.2 °С, найтепліший місць липень, з середньою температурою +18.2 °C.
Опадів більше випадає у липні, в середньому 83 мм, найменше у січні — 30 мм опадів. У рік випадає близько 603 мм опадів.
| Кліматограма Жвирки                                                                            | Кліматограма Жвирки | Кліматограма Жвирки | Кліматограма Жвирки | Кліматограма Жвирки | Кліматограма Жвирки | Кліматограма Жвирки | Кліматограма Жвирки | Кліматограма Жвирки | Кліматограма Жвирки | Кліматограма Жвирки | Кліматограма Жвирки |
| ---------------------------------------------------------------------------------------------- | ------------------- | ------------------- | ------------------- | ------------------- | ------------------- | ------------------- | ------------------- | ------------------- | ------------------- | ------------------- | ------------------- |
| С                                                                                              | Л                   | Б                   | К                   | Т                   | Ч                   | Л                   | С                   | В                   | Ж                   | Л                   | Г                   |
| 30 −1 −7                                                                                       | 31 0 −5             | 33 5 −2             | 43 13 4             | 65 19 9             | 79 22 12            | 83 24 13            | 65 23 12            | 55 18 9             | 40 13 4             | 39 6 0              | 40 1 −4             |
| Середня макс. і мін. температури повітря (°C) Атмосферні опади (мм), за рік : 603 мм. Джерело: |                     |                     |                     |                     |                     |                     |                     |                     |                     |                     |                     |

## Історія
Засноване 1885 року в процесі будівництва залізничної колії Сокаль — Рава-Руська. Територія, де сьогодні Жвирка, була заселена ще в І тисячолітті до н. е. Про це свідчать знайдені поховання і гончарний посуд.
Приблизно в І тисячолітті н. е. лівий берег Західного Бугу починають заселяти слов'янські племена, що дістали назву бужани.
Членів племені об'єднували спільні заняття — рибальство, мисливство, землеробство, що сприяли значному розвитку його матеріальної культури. Про розвиток торговельних зв'язків у цей час свідчать знайдені римські золоті монети і бронзові фігури. В середині І тис.н. е. коли у племені бужан вже склалася своя культура, зумовлена постійним місцем проживання, стійкими зв'язками і спільною трудовою діяльністю, йому почали загрожувати напади кочовиків. Наспіла потреба укріплювати і обороняти своє поселення. Так виникли перші городища.
Про те, що Сокаль з околицями, в які входило селище, існував в давньоруські часи Х-ХІ ст. свідчать залишки земляних валів на лівім березі Бугу (напроти сучасного Сокаля) і срібні підвіски, знайдені в районі старого міста. Відомий дослідник А.Шнайдер, щодо первісного виникнення м. Сокаля, хоч і не підтвердженого документами, твердить: … «на лівому надбережжі Бугу, на так званих породах і Бабинцях лягла в часи заведення християнства на Русі, первісна оселя Сокаля і Бабинця, звана Щебловим».
Перший замок був дерев'яним і тому жодного сліду від нього не залишилося. На території замку розміщувались житлові та господарські будівлі і церква. В ХУ ст. замок був перебудований на кам'яний. Поступово навколо замку виникали поселення, які потім ставали містом. «По лівому боці Бугу від монастиря Бернардинів до села Завишня тягнулось старе місто Сокаль», ~ твердить ретельний дослідник краю — Б.Сокальський.
Укріплений замок був важливим оплотом для стримування татарських орд. Роки 1502—1503, 1509 і 1511 відмічені розбійною діяльністю в Галичині хана Ахмета — сина Менглі Гірея. Історичні документи стверджують, що в 1424 р. Сокаль одержав магдебурзьке право, а 1462 р. став повітом центром.
Трагічним був для жителів Сокаля татарський напад влітку 1519 р. Дуже знищивши наш край, багатотисячна орда, яка мала чимало здобичі і вела з собою безліч узятих в ясир чоловіків і жінок, зупинилась табором біля міста, пограбувала його, вирізала всіх жителів, що не встигли втекти в ліс, та вщент спалила місто разом з двома церквами і костьолом. І тільки у 1524 р. сандомирський воєвода Андрій Тенчинський переніс м. Сокаль з лівого берега на правий берег, де воно стоїть і до сьогодні.
Історичною пам'яткою того часу є костел та монастир Бернардинів, який і до сьогодні стоїть на території селища. Він побудований у стилі ренесансу архітектором Бернардом Авелідесом і неодноразово був перебудований. Не обминули наше селище події визвольної війни українського народу у ХУІІ ст. У 1655 р. видатний гетьман Б. Хмельницький зупинявся на берегах нашої річки З. Буг і відвідав костел Бернардинів. З приводу цього історичного моменту католицька церква склала легенду.
У верхньому ярусі вежі костелу у 1748 р. влаштовано годинник роботи Івана Чернявського з Жовкви. У 1843 р. пожежа дуже пошкодила бернардинський костел. А наступна пожежа 1848 р. завдала великої шкоди всьому комплексу. Дуже постраждали оборонні мури з вежами, від яких залишилося лише дві.
З розвитком капіталізму в Галичині в 70-х роках XIX ст. була прокладена мостка дорога, що з'єднувала Сокаль з Ковелем та Львовом. У 1884 році була прокладена одноколійна залізниця, і тодіж виникло невелике поселення, в якому мешкали сім'ї працівників, що обслуговували та забезпечували функціювання залізниці. Поступово поселення розбудовувалося. У 1927 р. було збудовано приміщення вокзалу залізничної станції.

## Населення
Населення Жвирки, станом на лютий 2022 року, налічувало — 4085 осіб (485 внутрішньо переміщених осіб).
Динаміка населення Жвирки

### Мова
Розподіл населення за рідною мовою за даними перепису 2001 року:
| Мова            | Кількість | Відсоток |
| --------------- | --------- | -------- |
| українська      | 3656      | 99.00%   |
| російська       | 30        | 0.81%    |
| угорська        | 2         | 0.05%    |
| білоруська      | 1         | 0.03%    |
| румунська       | 1         | 0.03%    |
| польська        | 1         | 0.03%    |
| німецька        | 1         | 0.03%    |
| інші/не вказали | 1         | 0.02%    |
| Усього          | 3693      | 100%     |

## Пам'ятки архітектури

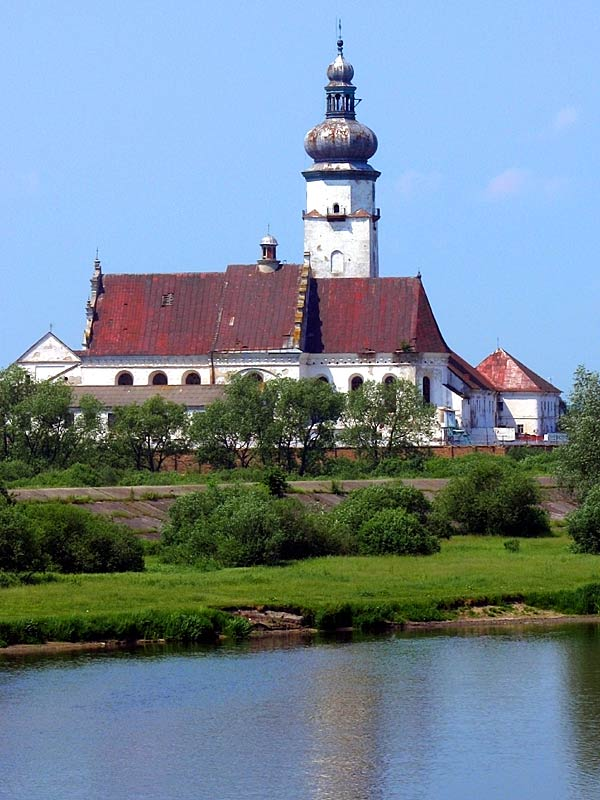
Монастир бернардинів з костелом Діви Марії (з XVII ст.) до пожежі 2012

На території селища розташований колишній монастир бернардинів з бароковим костелом Діви Марії (з XVII ст.). До Другої світової війни у костелі містилася ікона, яка від давніх часів вважалася чудотворною, тому костел був місцем культу Матері Божої Сокальської. Після Другої світової війни ікону було перевезено до монастиря бернардинів у Кракові, а згодом 2002 року — до санктуарію в Грубешеві, якім опікуються місцеві ченці-бернардини.
Зараз на території монастиря розміщена Сокальська виправна колонія. Монастир та костел згоріли у 2012 році.
На даний момент не відомо, що буде з храмом. Там або залишиться виправна колонія, або буде зроблено музей.

## Економіка та освіта
Жвирка розміщена на залізничному шляху Ковель — Львів, на його території знаходиться станція Сокаль, що значною мірою вплинуло на розвиток економічної інфраструктури. Тут знаходяться елеватор, фабрика виробництва корпусних меблів, завод залізобетонних конструкцій, бурякопункт, підприємства з виробництва м'яких меблів та виробів зі скла, агроцентр «Галнафтохім» деревообробні заклади, гуртівні будівельних матеріалів, АЗС, декілька автосервісів та магазин автозапчастин, декілька продуктових магазинів тощо. Насправді база для економічного розвитку містечка значно ширша і використовується лише частково, що спричинено складним економічним становищем у країні та нестачею інвестицій у регіон. На території смт. знаходиться середня школа І-ІІІ ступенів у якій здобувають знання 500—700 дітей та дитсадок. Також у селищі є церкви Святого Духа (УГКЦ) та Покрови Пресвятої Богородиці (УАПЦ).

## Хор «Хлібодар»
У  1987 році хоровому колективу «Хлібодар» було присвоєно звання «Народний», а в 1989 році звання «Народний» отримав художньо-просвітницький колектив народного дому села Завишнь.

## Персоналії
- Володимир Лах — вчений-дослідник, засновник наукової школи з термометрії в Україні;

Відомими активістами були і є — Петро Марушко, Йосип Кулик, Олег Солодяк, Степан Пунько, Василь Пограничний, Володимир Костюк та багато інших.